# Ивановское (деревня, городской округ Истра)
Ива́новское — деревня, входящая в состав Ивановское сельское поселение Истринского района Московской области.
Население — 83 чел. (2010).

## География
Расположена в 30 километрах западнее Москвы, недалеко от пересечения Новорижского шоссе и Московского Малого Кольца. Центральная кольцевая автомобильная дорога, которая будет проложена в этих краях, по проекту «отодвинута» на запад, за город Истра.
Деревня известна ещё с XIX века.

## История
Первое известное упоминание об Ивановском относится к 1490—1499 годам, когда оно принадлежало Пафнутьеву-Боровскому монастырю. В 1784 году сельцо принадлежало Коллегии экономии. По сведениям 1864 года в Ивановском было имение купца Павла Григорьевича Цурикова, отец которого основал близ деревни суконную фабрику. В 1887 году село Ивановское вместе с фабрикой приобрел Сергей Максимович Попов. В 1784 году в деревне Ивановское проживали 200 человек, в 1859 году — 311 человек, в 1899 году — 371 человек.

### Ивановская (Октябрьская) тонкосуконная фабрика
На существовавшей до Октябрьской революции в селе Ивановском фабрике Товарищества С. М. Попова работало 748 человек. Это было крупное предприятие. Иногда говорят, что фабрика Попова располагалась около станции Манихино. Дело в том, что до 1940-х годов не существовало окружной железной дороги. Также остановка «платформа Троицкая» — также более поздней постройки.
В 1904 году попечением директора и кандидата прав товарищества Ивановской фабрики Сергеем Максимовичем Поповым и другими благодетелями был заложен каменный Троицкий храм.
В этом районе находилось не малое количество фабрик и заводов, в том числе кирпичных. Существование нескольких кирпичных заводов объясняется тем, что район был богат месторождениями гравия и песка, большая часть которых теперь уже выработана (Талицкое, Борисовское, Манихинское, Лешковское).
Близ Московско-Виндавской железной дороги от Покровского-Стрешнева до города Воскресенска (теперь город Истра) были расположены 12 крупных предприятий. После событий февраля 1917 года рабочие этих предприятий избрали из своих представителей Тушино-Гучковский совет рабочих депутатов. Председателем совета стал Т. В. Сапронов. Появление Тушино-Гучковского района ломало старые административные границы. Совет был единственным полновластным органом на огромной территории, разделявшейся прежде между Московским и Звенигородским уездами.
18 апреля 1917 года (по старому стилю) рабочии фабрики Попова присоединились к первомайской демонстрации и митингам района, который произошёл на просторном поле близ реки Истры, около Павловской Слободы. В основном его участниками были рабочие местных фабрик. В начале 1920-х годов многие фабрики и заводы закрылись.
На территории района образовалась крупная партийная организация, включенная первоначально в Подмосковный район. Однако, уже в мае она была выделена в самостоятельную районную организацию с решающим голосом её представителя в Московском окружном комитете.
Центр Тушино-Гучковского района с 1917 до начала 1919 года находился на заводе «Проводник».
Осенью 1919 года Тушино-Гучковский район был расформирован, его руководящие органы были преобразованы в Звенигородский уездный комитет партии и Звенигородский уездный исполком.

## Население
| 2002 | 2006 | 2010 |
| ---- | ---- | ---- |
| 40   | →40  | ↗83  |

## Достопримечательности
В селе существовала Успенская церковь, построенная на средства купца и храмоздателя П. Г. Цурикова. Он был похоронен в 1878 году в правом приделе храма. Церковь и его могила не сохранились.